# Apatura ilia
Apatura ilia este o specie de fluturi nativi din Europa și Asia.

## Descriere

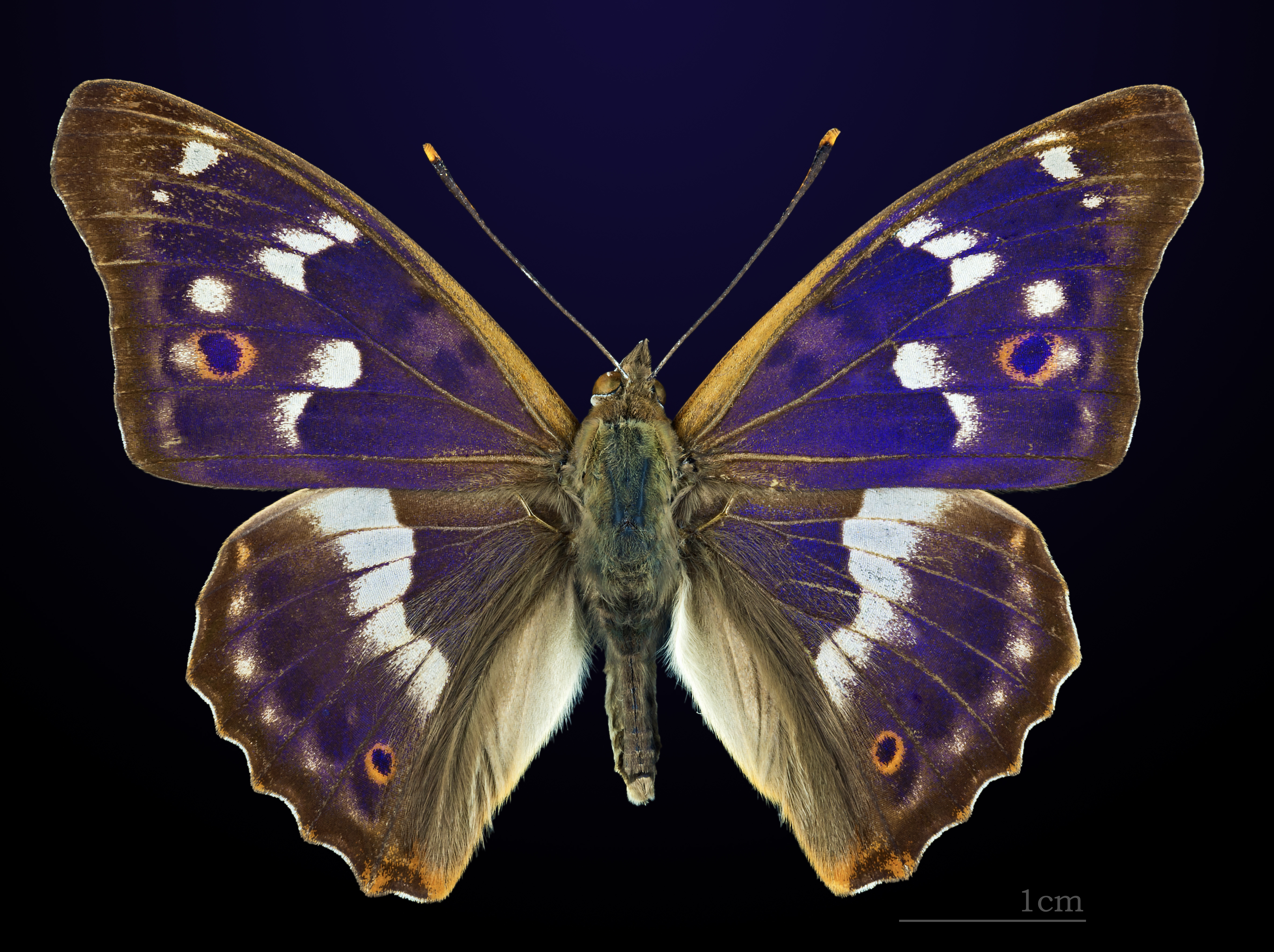
♂ Apatura ilia
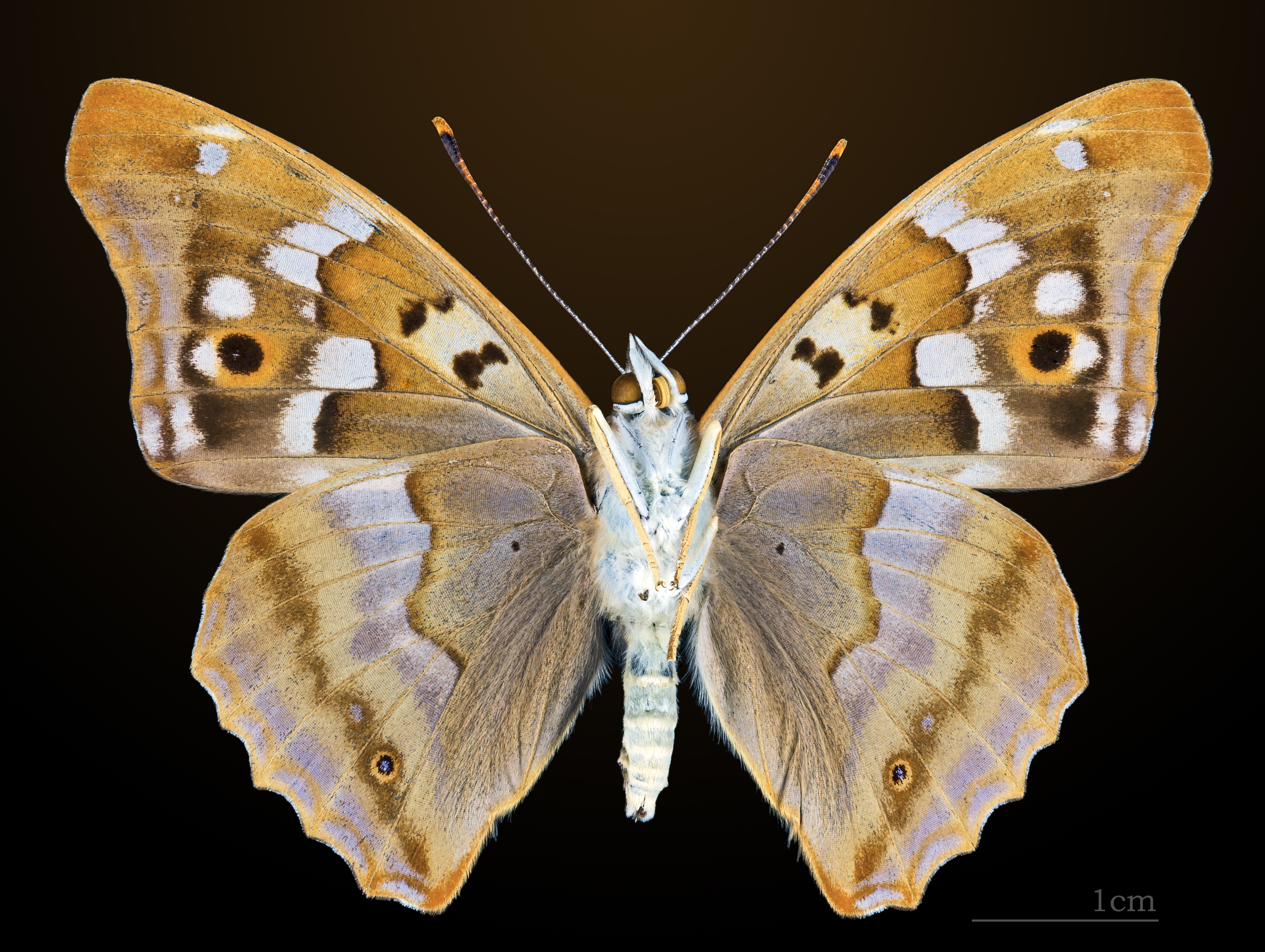
♂ △ Apatura ilia